# Капінце
Капінце (словац. Kapince) — село, громада округу Нітра, Нітранський край. Кадастрова площа громади — 5.84 км².
Населення 187 осіб (станом на 31 грудня 2018 року).

## Історія
Капінце згадується 1261 року.

## Населення
| Рік:            | 1994. | 2004. | 2014.   | 2024.   |
| --------------- | ----- | ----- | ------- | ------- |
| Кількість осіб: | 193   | 193   | 187     | 172     |
| Різниця:        |       | +0 %  | -3,10 % | -8,02 % |

| Рік:            | 2023. | 2024.   |
| --------------- | ----- | ------- |
| Кількість осіб: | 178   | 172     |
| Різниця:        |       | -3,37 % |